# Episodi di Sugarfoot (quarta stagione)
La quarta e ultima stagione della serie televisiva Sugarfoot è andata in onda negli Stati Uniti dal 26 settembre 1960 al 17 aprile 1961 sulla ABC.
| nº | Titolo originale        | Prima TV USA      |
| -- | ----------------------- | ----------------- |
| 1  | The Shadow Catcher      | 26 settembre 1960 |
| 2  | A Noose for Nora        | 24 ottobre 1960   |
| 3  | Man from Medora         | 21 novembre 1960  |
| 4  | Welcome Enemy           | 26 dicembre 1960  |
| 5  | Toothy Thompson         | 16 gennaio 1961   |
| 6  | Shepherd with a Gun     | 6 febbraio 1961   |
| 7  | Angel                   | 6 marzo 1961      |
| 8  | Stranger in Town        | 27 marzo 1961     |
| 9  | Trouble at Sand Springs | 17 aprile 1961    |

## The Shadow Catcher
- Diretto da: Leslie Goodwins

### Trama
- Guest star: Don Haggerty (Booker), Nina Shipman (Jane), Dean Fredericks (Spotted Wolf), Peter Breck (Stickney)

## A Noose for Nora
- Diretto da: Lee Sholem

### Trama
- Guest star: Tristram Coffin (Fenell), Charles Arnt (giudice Lawson), Robert Colbert (Clark Henderson), Madlyn Rhue (Nora Sutton)

## Man from Medora
- Prima televisiva: 21 novembre 1960
- Diretto da: Leslie Goodwins

### Trama
- Guest star: Roscoe Ates (Barber), Mickey Simpson (Jake Sloane), John Milford (Jed Carter), Dorothea Lord (Ella Larson), Jean Blake (Millie Larson), Ray Walker (Dan Moore), Peter Breck (Theodore Roosevelt), Albert Carrier (Count Raoul Beauchamp)

## Welcome Enemy
- Scritto da: W. Hermanos

### Trama
- Guest star: Grady Sutton (impiegato), Robert Wiensko (Long Knife), Bruce Gordon (Elias Stone), Janet Lake (Jane Watson), Gregg Palmer (capitano McKinley), Hal Torey (generale Watson), J. Edward McKinley (presidente Grant), Suzanne Lloyd (White Fawn), Glenn Strange (Chief Red Wing)

## Toothy Thompson

### Trama
- Guest star: Gregory Morton (governatore Lee Dandridge), Stephen Courtleigh (sceriffo Ben Caldwell), John Marley (Jon Brice), Jack Elam (Toothy Thompson)

## Shepherd with a Gun
- Diretto da: Lew Landers
- Scritto da: Warren Douglas

### Trama
- Guest star: Linda Dangcil (Maria), Rafael Campos (Pablo), Raoul De Leon (Joachim), Don Haggerty (Simon Getty), Nancy Hadley (Mattie Peel), Regis Toomey (John Peel)

## Angel

### Trama
- Guest star: John Cason (Chad), Charles Fredericks (Big Ed), Max Baer, Jr. (Frank), Percy Helton (McTavish), Ann Robinson (Marie McTavish), Frank Albertson (sceriffo Boyce), John Pickard (Windy Creel), Bruce Gordon (Jack Ellis), Jack Elam (Toothy Thompson), Cathy O'Donnell (Angel), Ty Hardin (Bronco Layne)

## Stranger in Town
- Diretto da: Lew Landers

### Trama
- Guest star: Harry Holcombe (giudice), Erika Peters (Inga Bernstrom), Stephen Lander (Ollie Bernstrom), Jacques Aubuchon (Harry Bishop)

## Trouble at Sand Springs

### Trama
- Guest star: Suzanne Storrs (Rhonda Rigsby), Craig Hill (Rance Benbow), Tommy Rettig (Jimmy Benbow), Ross Elliott (Jeff Hackett), Dayton Lummis (Silas Rigsby)